# Inverso - The Peripheral
Inverso - The Peripheral (The Peripheral) è una serie televisiva statunitense creata e prodotta da Scott B. Smith insieme a Jonathan Nolan e Lisa Joy. Basata sull'omonimo romanzo del 2014 di William Gibson ha debuttato il 21 ottobre 2022 su Prime Video.

## Trama
Monti Blue Ridge, 2032. Flynne Fisher lavora in un negozio di stampa 3D e vive con la madre malata e il fratello maggiore Burton. Burton le chiede di prendere il suo lavoro come beta tester in un videogioco per un'azienda colombiana chiamata Milagros Coldiron. Flynne accetta e nota che il mondo di gioco assomiglia stranamente a Londra, ma più vuota e più futuristica. La seconda notte di test, Flynne è testimone di un omicidio e un rapimento, incerta se questo sia reale o un gioco virtuale.

## Episodi
| Stagione       | Episodi | Pubblicazione |
| -------------- | ------- | ------------- |
| Prima stagione | 8       | 2022          |

## Personaggi e interpreti

### Principali
- Flynne Fisher, interpretata da Chloë Grace Moretz, doppiata da Emanuela Ionica.
Giovane ragazza che lavora in un negozio di stampa 3D e vive con sua madre e suo fratello.
- Wilf Netherton, interpretato da Gary Carr, doppiato da Andrea Mete.
Pubblicitario e guida di Flynne che vive nella Londra del 2099.
- Burton Fisher, interpretato da Jack Reynor, doppiato da Flavio Aquilone.
Fratello maggiore di Flynne veterano d’élite delle forze Haptic Recon degli United States Marine Corps.
- Lev Zubov, interpretato da JJ Feild, doppiato da Francesco Sechi.
Figlio di una influente e benestante famiglia russa nella Londra del 2099.
- Dott.ssa Cherise Nuland, interpretata da T'Nia Miller, doppiata da Barbara De Bortoli.
- Corbell Pickett, interpretato da Louis Herthum, doppiato da Francesco Prando.
Signore della droga.
- Maria Anathema Ash, interpretata da Katie Leung, doppiata da Jun Ichikawa.
Assistente di Lev.
- Ella Fisher, interpretata da Melinda Page Hamilton, doppiata da Franca D'Amato.
Madre malata di Flynne e Burton.
- Jasper Baker, interpretato da Chris Coy, doppiato da Francesco Venditti.
Nipote di Corbell e spacciatore per conto suo.
- Tommy Constantine, interpretato da Alex Hernandez, doppiato da Fabrizio De Flaviis.
Vice sceriffo di Clanton County.
- Ossian, interpretato da Julian Moore-Cook, doppiato da Mirko Mazzanti.
Assistente di Lev.
- Billy Ann Baker, interpretata da Adelind Horan, doppiata da Erica Necci.
Amica di Flynne e moglie di Jasper.
- Leon, interpretato da Austin Rising, doppiato da Andrea Checchi.
Cugino di Flynne e Burton.
- Conner Penske, interpretato da Eli Goree, doppiato da Raffaele Carpentieri.
Amico d'infanzia di Burton e veterano tri-amputato che utilizza una sedia a rotelle motorizzata in grado di percorrere strade.
- Aelita West, interpretata da Charlotte Riley, doppiata da Benedetta Degli Innocenti.
Donna che lavorava per il Research Institute che viene misteriosamente rapita.
- Ainsley Lowbeer, interpretata da Alexandra Billings, doppiata da Antonella Giannini.
Ispettore della polizia metropolitana.

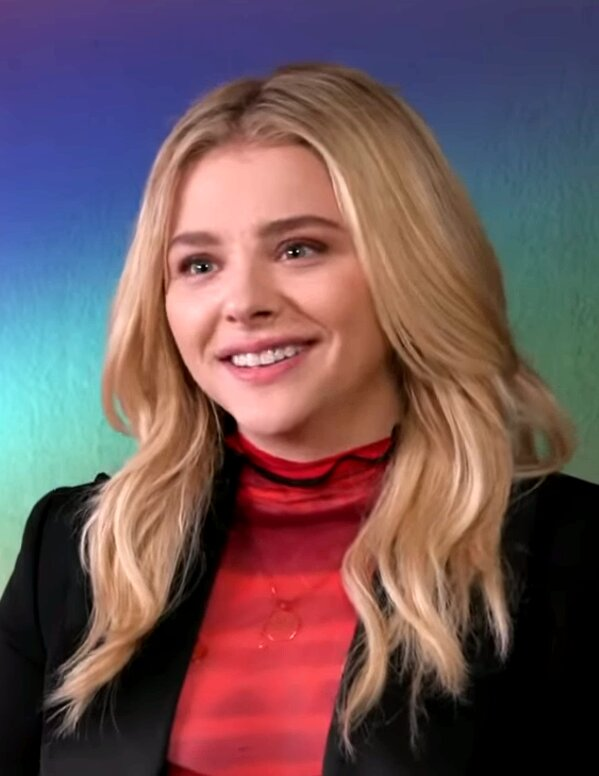
Chloë Grace Moretz
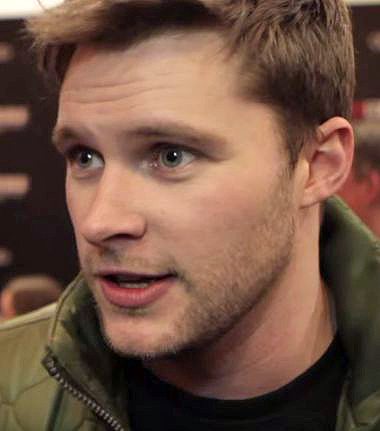
Jack Reynor
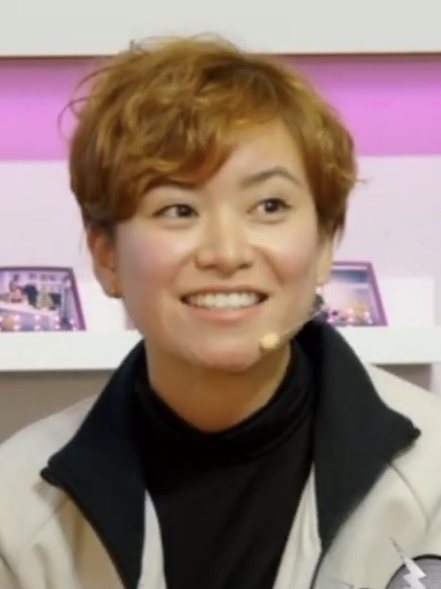
Katie Leung
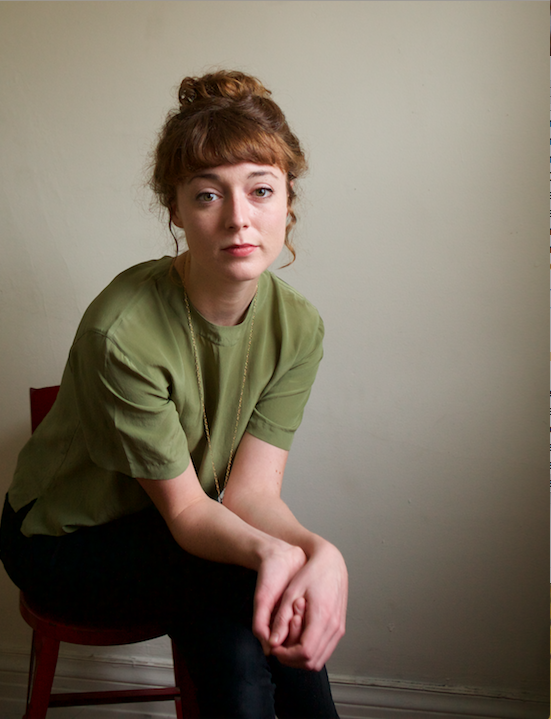
Adelind Horan
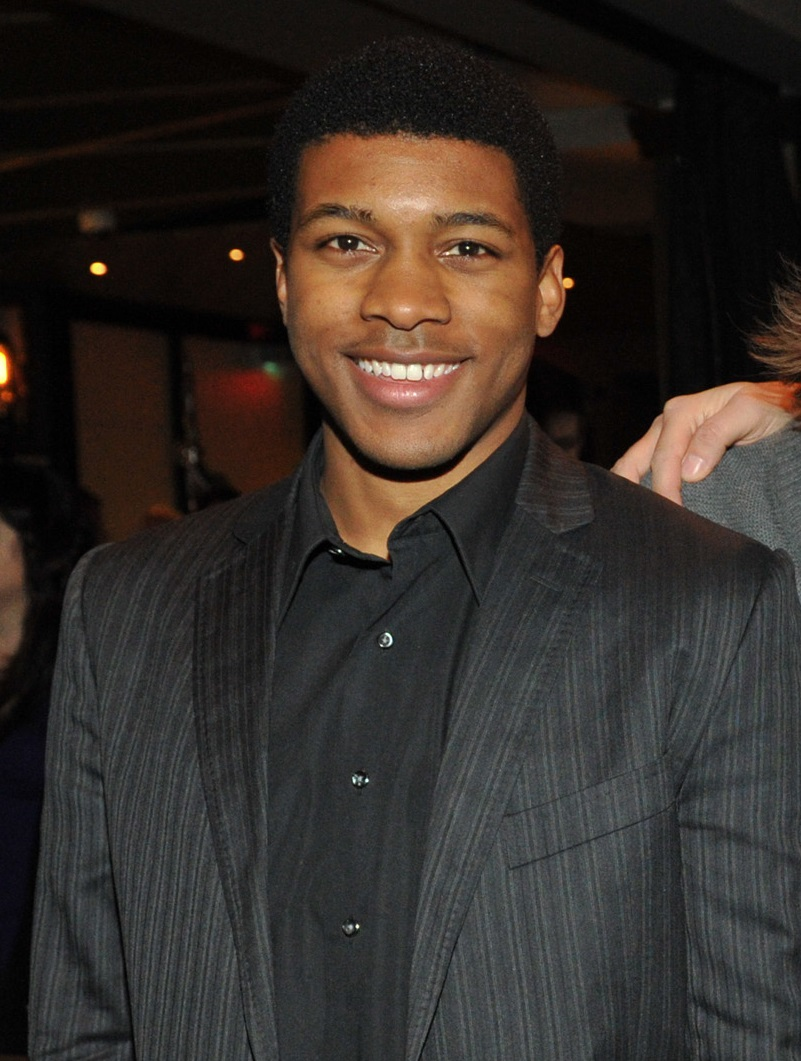
Eli Goree
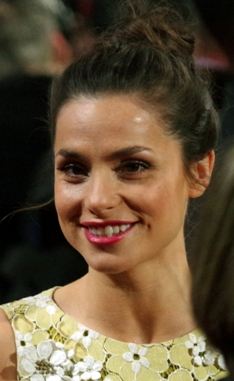
Charlotte Riley
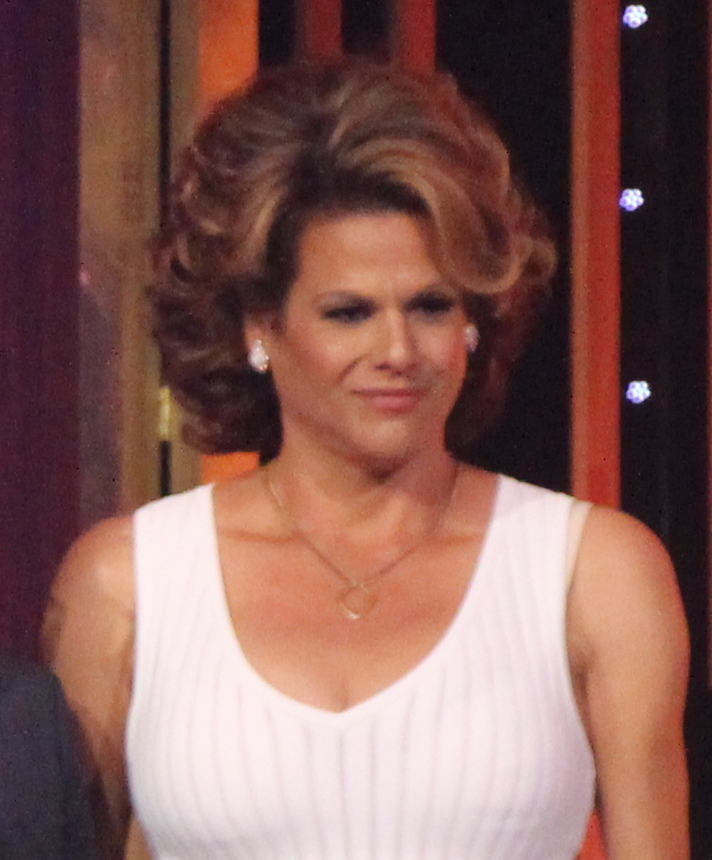
Alexandra Billings

### Ricorrenti
- Daniel, interpretato da David Hoflin, doppiato da Marco Vivio.
Mercenario assoldato da Cherise.
- Macon, interpretato da Miles Barrow, doppiato da Manuel Meli.
Amico di Edward e hacker.
- Edward, interpretato da Gavin Dunn, doppiato da Simone Crisari.
Amico di Macon e hacker.
- Atticus, interpretato da Harrison Gilbertson, doppiato da Gabriele Vender.
Spacciatore per conto di Corbell.
- Mary Pickett, interpretata da India Mullen, doppiata da Rossella Acerbo.
Moglie di Corbell.
- Dott.ssa Grace Hogart, interpretata da Amber Rose Revah, doppiata da Giuppy Izzo.
Ex amante di Aelita e sua collega al Research Institute.
- Bob, interpretato da Ned Dennehy, doppiato da Ennio Coltorti.
Sicario assoldato da Daniel per uccidere Flynne e Burton.
- Jackman, interpretato da Ben Dickey, doppiato da Emiliano Coltorti.
Sceriffo di Clanton County.
- Beatrice, interpretata da Anjli Mohindra, doppiata da Rossa Caputo.
Assistente dell'ispettore.

## Produzione

### Sviluppo
Nell'aprile 2018 un adattamento del romanzo Inverso di William Gibson fu annunciato dai creatori di Westworld - Dove tutto è concesso Lisa Joy e Jonathan Nolan per Amazon con un copione per una serie televisiva. Nell'aprile 2019 fu comunicato che Joy e Nolan avevano firmato un accordo in esclusiva con Amazon Studios, e la serie è stata ordinata nella metà di novembre 2019, con Joy e Nolan come produttori esecutivi insieme a Athena Wickham, Steve Hoban e Vincenzo Natali. La serie è prodotta da Kilter Films, Warner Bros. Television con Scott B. Smith come sceneggiatore, showrunner e produttore esecutivo. Il 30 marzo 2021 Greg Plageman si unisce come produttore esecutivo e rimpiazza Smith come showrunner.
Nel febbraio 2023 Amazon ha rinnovato la serie per una seconda stagione. 
Il 18 agosto 2023 la serie è stata cancellata a causa dello sciopero della Writers Guild of America.

### Casting
Nell'ottobre 2020 fu annunciato che Chloë Grace Moretz era stata ingaggiata nel ruolo principale di Flynne Fisher, con Gary Carr nel cast principale. Nel marzo 2021 Jack Reynor viene assunto in un ruolo da protagonista insieme a Eli Goree, Charlotte Riley, JJ Feild, Adelind Horan, T'Nia Miller e Alex Hernandez nel mese seguente. Nel giugno 2021 Louis Herthum, Chris Coy, Melinda Page Hamilton, Katie Leung e Austin Rising si sono aggiunti al cast ricorrente.

### Riprese
La lavorazione per la serie iniziò il 3 maggio 2021 a Londra. Le riprese si sono trasferite a Marshall, Carolina del Nord il 24 settembre seguente. La produzione è terminata il 5 novembre dello stesso anno.

## Distribuzione
Inverso - The Peripheral è stata presentata in anteprima l'11 ottobre 2022 al Ace Hotel di Los Angeles. Il debutto è avvenuto il 21 ottobre 2022 su Prime Video.

## Accoglienza
Sull'aggregatore di recensioni Rotten Tomatoes la prima stagione ottiene il 76% delle recensioni professionali positive, con un voto medio di 6,60 su 10 basato su 50 critiche, mentre su Metacritic ha un punteggio di 57 su 100 basato su 20 recensioni.